# Dichromadora southernis
Dichromadora southernis is een rondwormensoort uit de familie van de Chromadoridae. De wetenschappelijke naam van de soort is voor het eerst geldig gepubliceerd in 2004 door Vermeeren, Vanreusel & Vanhove.